# Stefanka (tort)
Stefanka – tort przygotowany z kilku blatów ciasta biszkoptowego lub biszkoptowo-tłuszczowego przełożonych kilkoma wariantami smakowymi kremu russel, pokryty z wierzchu i po bokach warstwą kremu i oblany polewą kakaową.
Porównaj z: stefanka (ciastko).